# Trò chơi phân phối bia
Trò chơi phân phối bia (còn được gọi là trò chơi bia) là một trò chơi mô phỏng kinh doanh học tập kinh nghiệm được tạo ra bởi một nhóm giáo sư tại Trường Quản lý MIT Sloan vào đầu những năm 1960 để thể hiện một số nguyên tắc chính của quản lý chuỗi cung ứng. Trò chơi được chơi bởi các đội có ít nhất bốn người chơi, thường trong cuộc cạnh tranh gay gắt và mất ít nhất một giờ để hoàn thành. Một phiên thảo luận có độ dài tương đương thường theo sau để xem xét kết quả của mỗi đội và thảo luận về các bài học liên quan.
Mục đích của trò chơi là tìm hiểu động lực bên phân phối của chuỗi cung ứng nhiều đội hình được sử dụng để phân phối một mặt hàng, trong trường hợp này là bia.

## Trò chơi
Mục tiêu của trò chơi là đáp ứng nhu cầu của khách hàng đối với các trường hợp bia thông qua phía phân phối của chuỗi cung ứng nhiều giai đoạn với chi tiêu tối thiểu cho các đơn đặt hàng trở lại và hàng tồn kho. Có bốn giai đoạn, nhà sản xuất, nhà phân phối, nhà cung cấp, nhà bán lẻ, với khoảng cách giao tiếp hai tuần của đơn hàng đối với thượng nguồn và sự chậm trễ chuỗi cung ứng hai tuần của sản phẩm đối với hạ nguồn. Tốn một điểm để giữ hàng tồn kho vượt mức và một điểm cho bất kỳ tồn đọng nào (tồn đọng cũ + đơn đặt hàng - hàng tồn kho hiện tại). Trong phiên bản trò chơi trên bàn cờ, người chơi không thể nhìn thấy bất cứ điều gì ngoài những gì được truyền đạt cho họ thông qua các mảnh giấy có số được viết trên đó, biểu thị đơn đặt hàng hoặc sản phẩm. Nhà bán lẻ rút ra từ một cỗ bài cho những gì khách hàng yêu cầu, và nhà sản xuất đặt hàng, đến lượt nó, sẽ trở thành sản phẩm trong bốn tuần.
Giao tiếp bằng lời nói giữa những người chơi là trái với quy tắc nên cảm giác bối rối và thất vọng là phổ biến. Người chơi tìm đến nhau trong chuỗi cung ứng của họ một cách điên cuồng cố gắng tìm ra nơi mà mọi thứ đi sai hướng. Hầu hết người chơi cảm thấy thất vọng vì họ không đạt được kết quả như mong muốn. Người chơi tự hỏi liệu ai đó trong đội của họ không hiểu trò chơi hay cho rằng nhu cầu của khách hàng đang theo một mô hình rất thất thường khi tồn đọng và/hoặc tích lũy hàng tồn kho khổng lồ. Trong cuộc phỏng vấn, người ta giải thích rằng những cảm giác này là phổ biến và các phản ứng dựa trên những cảm giác này trong chuỗi cung ứng tạo ra hiệu ứng bullwhip.
Trò chơi được sử dụng để minh họa một trong những liên kết giữa lý thuyết Động lực hệ thống và Lý thuyết điều khiển phản hồi đã truyền cảm hứng cho nó - rằng các hệ thống có vòng phản hồi tiêu cực và độ trễ thời gian có thể dẫn đến dao động và quá tải, một mô hình hành vi được quan sát trong nhiều hệ thống trong thế giới thực.
Để hiểu một cách đầy đủ, trò chơi không chỉ được chơi trong một chuỗi cung ứng, mà hai hoặc ba chuỗi cung ứng được thiết lập (khi có đủ người chơi và tình nguyện viên để giúp đỡ). Trong cuộc sống thực, hơn cả sự hiểu biết mà người ta có được khi chơi như những thực thể khác nhau trong một chuỗi cung ứng, chính việc học hỏi khi các chuỗi cung ứng cạnh tranh với nhau đã làm rõ ý định chiến lược thực sự.
Nhóm hoặc chuỗi cung ứng đạt được tổng chi phí thấp nhất sẽ thắng. Trò chơi minh họa một cách hấp dẫn những tác động của sự hiểu biết hệ thống kém và giao tiếp kém đối với một chuỗi cung ứng tương đối đơn giản và lý tưởng hóa. Mặc dù người chơi thường xuyên nâng cao trình thiếu thông tin hoàn hảo về đơn đặt hàng của khách hàng là lý do chính cho đội ngũ hiệu suất kém của họ trong trò chơi, phân tích các số điểm tối thiểu có thể trong điều kiện khác nhau cho thấy một giá trị kỳ vọng của thông tin hoàn hảo từ 0 cho các trò chơi tiêu chuẩn  và các mô phỏng bao gồm cung cấp cho người chơi thông tin hoàn hảo vẫn cho thấy hiệu suất đội kém.

## Ảnh hưởng
Trò chơi phân phối bia được trích dẫn như một nguồn cảm hứng cho ít nhất một trò chơi học tập theo định hướng kinh doanh trong lĩnh vực học tập thực nghiệm theo định hướng kinh doanh: trò chơi Đêm thứ sáu tại ER cũng với 4 người chơi mỗi ván, trò chơi 90 phút mô phỏng hệ thống phức tạp trong thế giới thực, phiên trò chơi theo mô hình mảnh vỡ chi tiết được sử dụng bởi Trò chơi phân phối bia để dạy cho người chơi các khái niệm về tư duy hệ thống. 